# لوان بريزيندين
لوان بريزندين (بالإنجليزية: Louann Brizendine) (من مواليد 30 ديسمبر 1952) هي عالمة وطبيب نفسية عصبية أمريكية، كما أنها باحثة وطبيبة وأستاذة في جامعة كاليفورنيا، سان فرانسيسكو، اشتهرت بتأليفها كتابين: دماغ الأنثى، ودماغ الذكر (نُشرا في عام 2010).

## الحياة المهنية والأبحاث
تتعلق أبحاث بريزندين بمزاج المرأة وهرموناتها. حصلت لوان على بكالوريوس علم الأعصاب من جامعة كاليفورنيا، قم التحقت بمدرسة طب جامعة ييل، وأكملت الإقامة في الطب النفسي في كلية الطب بجامعة هارفارد. حصلت بريزيندين على شهادة البكالوريوس في الطب النفسي وعلم الأعصاب. انضمت بعد ذلك إلى مركز سانت جوزيف الطبي في معهد لانغلي للأمراض النفسية في عام 1988م، حيث تعمل حاليًا أستاذة للطب النفسي. تقوم بريزندين بأنشطة طبية وتعليمية وكتابية وبحثية.
أسست بريزندين في عام 1994م عيادة المزاج والهرمونات للنساء، وتواصل العمل كمديرة لها.
كما تقوم بريزندين بتدريس مقررات البيولوجيا العصبية للهرمونات، واضطرابات المزاج، ومشاكل القلق، والتغيرات في المصلحة الجنسية بسبب الهرمونات لطلاب الطب والمقيمين وغيرهم من الأطباء في جميع أنحاء البلاد.

## كتابها الأكثر مبيعًا
تم استعراض كتاب بريزندين دماغ الأنثى بشكل إيجابي وسلبى، وخاصةً الجزء الأول من المحتوى المتعلق باللغويات واللغة. اعترفت بريزيندين في وقت لاحق بأن هذا الكتاب قد أكد على الاختلافات القائمة على نوع الجنس، قائلا: «الذكور والإناث أكثر تشابها من الاختلافات، فبعد كل شيء، نحن نفس النوع».
خرج كتاب دماغ الأنثى بشكل فضفاض كفيلم كوميدي رومانسي يحمل نفس الاسم في عام 2017. كان بريزندين مصدر إلهام للشخصية الرئيسية للفيلم.
ألفت بريزندين أيضًا كتاب «دماغ الذكر» واعترفت بأن كتبها تؤكد على الفروق بين الرجال والنساء، مما أدى إلى نجاح كتابها إلى أن صارت «الأكثر مبيعًا».

## التعليم
حصلت بريزيندين على تعليمها الجامعي من 1972-1976 في جامعة كاليفورنيا في بيركلي، حيث حصلت على بكالوريوس علم الأعصاب. درست بريزيندين الماجستير من 1976-81 في مدرسة ييل للطب. بعد ذلك عملت في الطب النفسي من 1982-85 في كلية الطب بجامعة هارفارد.

## تعيينات الكلية
كانت بريزندين من عام 1985 حتى عام 1988 أستاذةً للطب النفسي في كلية هارفارد، ثم التحقت بجامعة كاليفورنيا سان فرانسيسكو من 1988 فصاعدًا.

## مؤلفاتها
- دماغ الأنثى. دار نشر مورغان/ برودواي. 2006. إيسبن (رقم دولي معياري للكتاب) 978-0-7679-2009-4.
- دماغ الذكر، دار الأنهار الثلاثة للصحافة / ودار كراون للنشر. 2010. إيسبن (رقم دولي معياري للكتاب) 978-0-7679-2754-3.

## روابط خارجية
- "The Female Brain" review by Deborah Tannen
- Louann Brizendine Video produced by Makers: Women Who Make America